# Cardiomegalia
Cardiomegalia é o crescimento do tamanho do coração em proporções anormais. Esta doença pode ter surgimento com a hipertensão arterial, doenças coronarianas, e geralmente está ligada à doença de Chagas. Pode produzir insuficiência cardíaca ou qualquer outra cardiopatia associada. Pode ser de origem congênita ou adquirida; porém, somente profissionais da saúde podem dar o diagnóstico e tratamento.